# Рождество кота Боба
«Рождество кота Боба» (англ. A Christmas Gift from Bob, «Рождественский подарок от кота Боба») — рождественская биографическая драма режиссёра Чарльза Мартина Смита, вышедшая в 2020 году, продолжение фильма «Уличный кот по кличке Боб» (2016).
Это было последнее появление всемирно известного кота на экране — 15 июня 2020 года он умер.

## Сюжет
Джеймс вспоминает последнее Рождество, которое они с Бобом провели, зарабатывая на жизнь на улицах. Как Боб помог ему пережить один из самых трудных периодов жизни — давая силу, дружбу и вдохновение — в конечном итоге, обучая друг друга истинному значению рождественского духа на протяжении всей жизни.

## В ролях
- Люк Тредэвэй — Джеймс Боуэн, бывший наркоман, который является владельцем Боба[5]
- кот Боб — в роли самого себя
  - также в некоторых сценах было задействовано несколько неназванных котов, похожих на Боба
- Анна Уилсон-Джонс — Арабелла
- Кристина Тонтери-Янг — Бэа
- Стивен МакКоул — Марк
- Нина Вадиа — Аника
- Тим Плестер — Леон, работник ветслужбы

## Создание
Люк Тредэвэй вернулся к своей роли Джеймса Боуэна, а кот Боб, соответственно, к своей. Вскоре после съёмок, в июне 2020 года, Боба сбила машина, в результате чего он умер.
Чарльз Мартин Смит был выбран в качестве режиссёра фильма в октябре 2019, а съёмки начались спустя месяц — в октябре 2019. Закончились же съёмки в начале 2020 года.

### Саундтрек
6 ноября 2020 года был выпущен сопроводительный альбом с саундтреком фильма. A Christmas Gift from Bob—Original Motion Picture Soundtrack состоит из музыки Патрика Нила Дойла и песен К. Т. Уайлд. Три песни, вдохновлённые фильмом и написанные для него, прозвучат по ходу фильма в исполнении Люка Тредэвэя, а четвёртая под названием Coming Back To Me (Coming Home) [с англ. — «Возвращение ко мне (Возвращение домой)»], написанная и исполненная К. Т., звучит во время финальных титров фильма.

## Выход
Первоначально выпуск фильма в Великобритании был намечен на 2020 год, но потом он был перенесён на 2021 год. В октябре 2020 года было объявлено о том, что фильм будет выпущен на DVD- и Blu-ray-дисках, а также в некоторых кинотеатрах Великобритании; и что c 6 ноября 2020 распространением фильма займётся компания Lionsgate.